# Lettinsee
Der Lettinsee ist ein 16 Hektar umfassender See im Naturpark Märkische Schweiz in Altfriedland, einem Ortsteil der Gemeinde Neuhardenberg im Brandenburger Landkreis Märkisch-Oderland. Der See grenzt mit seinem Südostufer an Karlsdorf, einem Teil Altfriedlands.
Das naturbelassene Gewässer liegt im Übergangsbereich des östlichen Barnimhangs zur Stobberniederung. Es ist Teil einer vierteiligen Seenkette, die ein Feuchtbiotop in der Ringenwalder Heide zur Alten Oder entwässert. Der von Wald umgebene See wird fischereiwirtschaftlich und zum Angeln genutzt und verfügt über eine Badestelle.

## Ersterwähnungen und Etymologie
Der ehemals zweigeteilte Lettinsee wurde, soweit bekannt, erstmals 1587 im Erbregister der Herrschaft Friedland mit dem Eintrag Großen, Kleinen Leddien verzeichnet. 1751 wurde er unter dem heutigen Namen Lettinsee erwähnt. Der Name stammt aus der Slawischen Siedlungszeit – am Altfriedländer Kietzer See bestand noch lange nach der Deutschen Ostsiedlung eine slawische Fischersiedlung, ein Kietz. Die Etymologie des Namens ist laut Brandenburgischem Namenbuch nicht eindeutig erklärbar. Infrage käme die altpolabische Grundform Lětin- zu lěto = Sommer als sonniger Ort. Allerdings würden sichere Vergleichsnamen fehlen und zudem könne der unbetonte Vokal der ersten Silbe im Deutschen auch abgeschwächt sein, womit auch andere Deutungen möglich wären.

## Geographie

### Geographische Lage und Verkehrsanbindung
Das Gewässer liegt rund neun Kilometer nordöstlich von Buckow, rund fünf Kilometer südwestlich von Neutrebbin und rund drei Kilometer nordwestlich von Neuhardenberg. Der Dorfkern Altfriedlands liegt rund 1,5 Kilometer nordöstlich, rund drei Kilometer westlich folgt das Dorf Ringenwalde, das zur angrenzenden Gemeinde Märkische Höhe gehört. Durch einen schmalen Waldgürtel getrennt, zieht sich entlang des Südostufers des Lettinsees das nach dem Markgrafen Carl Albrecht von Brandenburg-Sonnenburg benannte Karlsdorf. Das Straßendorf wurde 1774/75 als Kolonistendorf gegründet und reiht sich hauptsächlich zwischen dem Lettinsee und den Karlsdofer Teichen entlang der Landesstraße 34 auf. Zwischen dem schmalen Nordostufer des von Südwest nach Nordost langgestreckten Gewässers und der vorbeiführenden Bundesstraße 167 hat sich die Bungalow-/Datschensiedlung „Am Lettinsee“ gebildet. Karlsdorf hatte mit Stand 2007 rund 70 Einwohner.
Die Bundesstraße 167 bindet den See nach Südosten über Neuhardenberg an Seelow und nach Nordwesten über Gottesgabe und Metzdorf an Wriezen an. Die Landesstraße 34, die bei Karlsdorf von der Bundesstraße 167 abzweigt, führt nach Westen über Ringenwalde, Reichenberg und Bollersdorf quer durch den Naturpark Märkische Schweiz zur Bundesstraße 168 nordwestlich von Buckow. Die Busverkehr Märkisch-Oderland (BMO) verbindet den See im Öffentlichen Personennahverkehr nach Osten mit Neuhardenberg und Seelow und nach Westen über die Dörfer der Landesstraße 34 mit Strausberg.

### Geomorphologie und Hydrologie
Der Lettinsee befindet sich am Übergangsbereich der Buckower Rinne (auch: Löcknitz-Stobber-Rinne) zum Oderbruch. Die glaziale Schmelzwasserrinne hat sich in den letzten beiden Phasen der Weichsel-Eiszeit zwischen dem von Toteis gefüllten Oderbruch und dem Berliner Urstromtal (heutiges Spreetal) herausgebildet und trennt die Barnimplatte von der Lebuser Platte. Die rund 30 Kilometer lange und zwei bis sechs Kilometer breite Rinne entwässert vom Niedermoor- und Quellgebiet Rotes Luch über Stobberbach/Löcknitz nach Südwesten zur Spree und über den Stobber nach Nordosten zur Oder.
Am östlichen Barnimhang zur Stobberniederung verläuft parallel zum Stobberlauf eine kleinere Seenkette, die sich vom Dolgensee (55 ha) über den Kesselsee (3,5 ha) und Lettinsee (16 ha) nach Nordosten bis zum Klostersee (55 ha) zieht. Dem ersten Glied der Kette, dem Dolgensee, fließt ein rund 600 Meter langer namenloser Graben aus einem Feuchtbiotop der Ringenwalder Heide südwestlich des Sees zu. Das Gefälle vom 9,8 Meter über Normalnull liegenden Dolgensee beträgt zum Lettinsee 3,2 Meter und vom Lettinsee zum Klostersee 1,3 Meter. Der seenverbindende Graben trägt spätestens nach dem Kesselsee den Namen Barschegraben (ab Klostersee gelegentlich auch als Klostergraben bezeichnet) und entwässert die gesamte Kette vom Klostersee in den Friedländer Strom, der rund zwei Kilometer südöstlich aus der Vereinigung von Stobber und Quappendorfer Kanal hervorgegangen ist. Die Fläche des Lettinsees beträgt 16 Hektar, seine maximale Tiefe rund zwei Meter. Er zieht sich langgestreckt von Südwest nach Nordost, hat allerdings auf der Südostseite nach Karlsdorf hin eine größere Ausbuchtung, in der der Barschegraben einfließt.

## Bewirtschaftung, Flora und Fauna

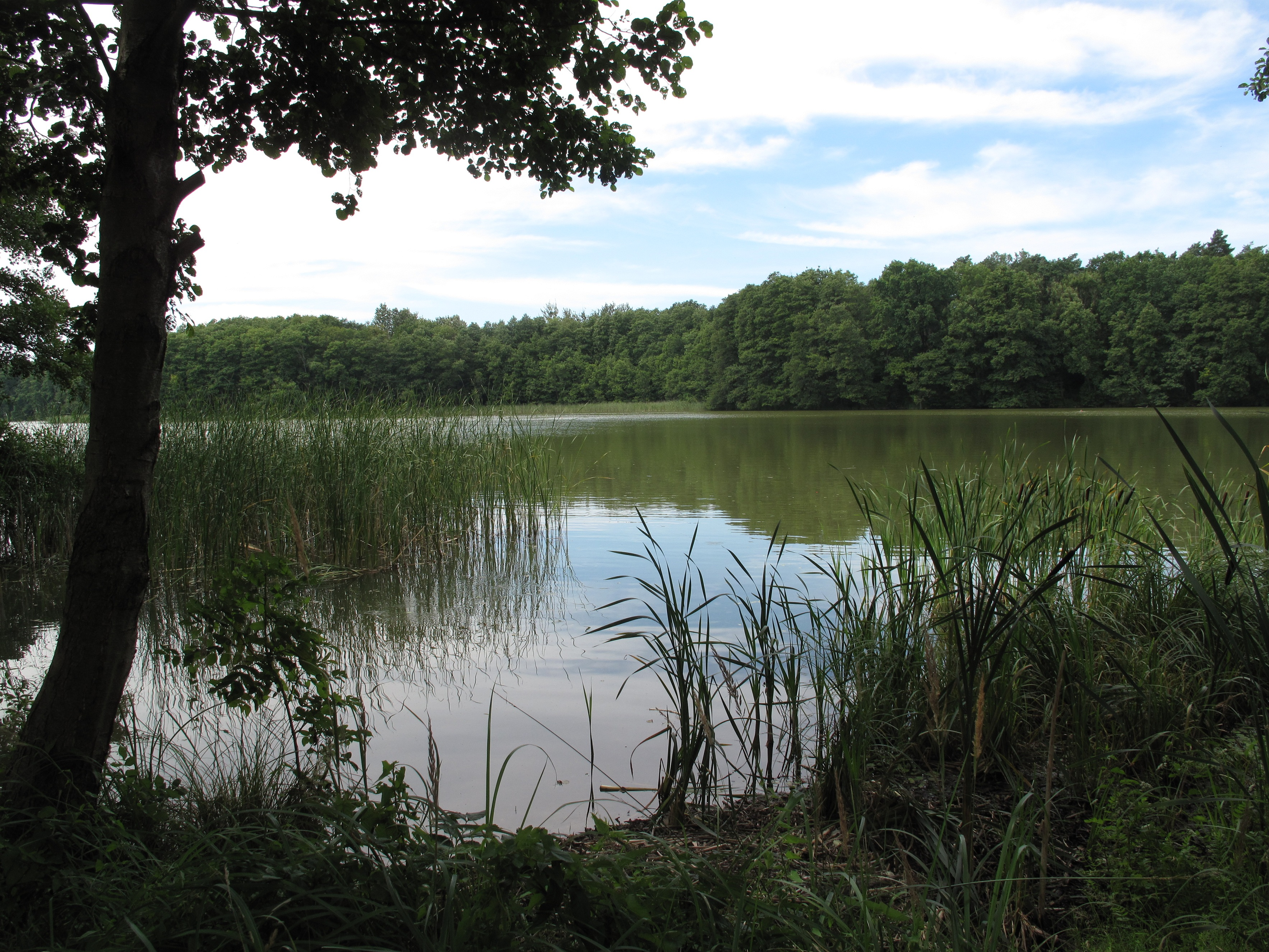
Der Lettinsee im Juli 2012

Der See wird von Anglern und von der Berufsfischerei genutzt; das Bootsangeln ist erlaubt. Er wird von der Fischereigenossenschaft „Schlaubefisch eG“ bewirtschaftet, die 1991 aus der „ZBE Satzfischproduktion Frankfurt/Oder“ hervorgegangen ist (ZBE = Zwischenbetriebliche Einrichtung, eine Verbindung verschiedener Einrichtungen zur Zusammenarbeit, beispielsweise in der Landwirtschaft). Am See gibt es eine unbeaufsichtigte Badestelle. Im See kommen die laut Roter Liste Brandenburg im Bestand zurückgehenden Zander und Aale vor. Vereinzelt leben zudem Hechte und Welse im Gewässer. Hauptfischarten sind Karpfen, Marmorkarpfen, Graskarpfen, Brassen, Güstern, Barsche, Rotauge, Rotfeder und Schleie.
Das naturbelassene Gewässer ist vollständig von Wald umgeben. Die reich strukturierten Laubwälder des Naturparks Märkische Schweiz mit nach der Bundesartenschutzverordnung (BArtSchV) in Deutschland besonders geschützten Leberblümchen sowie Gelben Anemonen, Bachkraut, Wiesenprimel und Großblütigem Springkraut prägen Hainbuchen, Stiel- und Traubeneichen, Blutbuchen und Robinien. An den etwas feuchteren Standorten gedeihen Ulmen-, Ahorn- und Lindenarten sowie Rotbuchen. Eine besondere Rolle für die Ökologie spielen die reichen Totholzbestände. Durch die Wälder streifen Rehe, Schwarzwild und Füchse sowie seit den 2000er-Jahren zunehmend auch Marderhunde und die Neozoen Waschbären und Minks.
Jenseits des Straßendorfs folgen die sieben Karlsdorfer Teiche, die dem Kietzer See südwestlich vorgelagert sind. Ihre heutige Form erhielten sie in den 1960er-Jahren, als das versumpfte Mündungsgebiet des Stobbers in die Alte Oder und das Niedermoorgebiet des weitgehend verlandeten Kietzer Sees durch Aufstau des Stobbers und Eindeichung überformt und durch Parzellierung in die fischereiwirtschaftlich genutzten Teiche umgewandelt wurde. Der wegen seiner geringen Tiefe 1938 nicht mehr befischbare See nahm 1751 – unmittelbar vor der Melioration des Oderbruchs – 154 Hektar ein und wurde bei seiner Überformung auf eine Fläche von über 200 Hektar erweitert. Mit den entstandenen Sekundärlebensräumen bilden die Gewässer das Zentrum des Europäischen Vogelschutzgebietes Altfriedländer Teich- und Seengebiet. Südwestlich des Lettinsees, am Eingang der Karlsdorfer Teiche, beginnt das Naturschutzgebiet Stobbertal. Im sauerstoffreichen und bewegten Wasser des Stobbers findet das Wappentier des Naturparks Märkische Schweiz, die in Deutschland stark gefährdete Gemeine Keiljungfer, einen idealen Lebensraum.